# Mark Thomas (Komponist)
Mark Thomas (* 9. April 1956 in Penclawdd, Wales; † 19. Juli 2023) war ein britischer Komponist.

## Biografie
Mark Thomas studierte Komposition und Orchestration an der Cardiff University School of Music. Anschließend spielte er Violine für das London Symphony Orchestra, Royal Philharmonic Orchestra und anschließend für das Royal Ballet Orchestra. Bereits während dieser Zeit arbeitete er mit Komponisten wie Jerry Goldsmith, James Horner, Alan Silvestri und John Williams zusammen. Mit dem Fernsehfilm Trauma und dem Drama Un Nos Ola' Leuad debütierte Thomas 1991 als Filmkomponist.

## Filmografie (Auswahl)
- 1991: Trauma
- 1991: Un Nos Ola’ Leuad
- 1994: Wilde Rache (Wild Justice)
- 1994–2002: A Mind to Kill (Fernsehserie, 20 Folgen)
- 1997: Twin Town – Pretty Shitty City (Twin Town)
- 1999: Der große Mackenzie (The Big Tease)
- 2000: Die Wunder des Taliesin Jones (The Testimony of Taliesin Jones)
- 2000: Glory Glory
- 2000: Merlin: Die Rückkehr (Merlin: The Return)
- 2002: Bis zum letzten Vorhang (The Final Curtain)
- 2002: Dog Soldiers
- 2002–2005: Dalziel and Pascoe (Fernsehserie, 5 Folgen)
- 2004: Agent Cody Banks 2: Mission London (Agent Cody Banks 2: Destination London)
- 2004: Italienische Verführung – School for Seduction (School for Seduction)
- 2004: Thor – Der Berserker Gottes (Berserker)
- 2005: Die Wikinger 3 – Die Rache der Bestie (Beauty and the Beast)
- 2005: Shadows in the Sun (Vengo a prenderti)
- 2006: In der Hitze von L.A. (Hot Tamale)
- 2006: Wilderness
- 2006–2007: Hyperdrive – Der Knall im All (Hyperdrive, Fernsehserie, 12 Folgen)
- 2007: Das Imperium der Elfen – Ihre Welt ist in Gefahr! (The Magic Door)
- 2007: Ein Pferd für Moondance (Moondance Alexander)
- 2007–2010: Shaun das Schaf (Shaun the Sheep, Fernsehserie, 69 Folgen)
- seit 2007: Benidorm (Fernsehserie)
- 2008: Abenteuer am Flussufer (Tales of the Riverbank)
- 2009: Goal III – Das Finale (GOAL 3: Taking on the World)
- 2010: Flicka 2 – Freunde fürs Leben (Flicka 2)
- 2010: Swinging with the Finkels
- 2011: Eine Prinzessin zu Weihnachten (A Princess for Christmas)
- 2011: Marley & Ich 2 – Der frechste Welpe der Welt (Marley & Me: The Puppy Years)
- 2012: Flicka 3 – Beste Freunde (Flicka: Country Pride)